# Waldemar Wohlfahrt
Waldemar Wohlfahrt (Pseudonym: Wal Davis; * um 1941) ist ein ehemaliger deutscher Schauspieler.
Waldemar Wohlfahrt ist gelernter Chemigraf und war als Playboy bekannt, als er 1966 fälschlicherweise des Mordes verdächtigt wurde. Wegen der vorverurteilenden und sehr massiven und negativen Berichterstattung wurde ihm später mehrfach Schmerzensgeld zugesprochen. Danach versuchte er sich als Sänger und war zwischen 1970 und Anfang der 1980er Jahre als Schauspieler tätig, meist unter dem Namen „Wal Davis“. Seine Schauspielerkarriere hat er inzwischen komplett für beendet erklärt.

## Filmografie (Auswahl)
- 1970: Der Vampir von Schloss Frankenstein
- 1973: Les Gloutonnes
- 1975: Zwiebel-Jack räumt auf (Cipolla Colt)
- 1979: Neues vom Räuber Hotzenplotz